# Аскеров, Эльман
Эльман Аскеров (азерб. Elman Əsgərov; 13 сентября 1975, Баку, Азербайджанская ССР, СССР) — азербайджанский борец вольного стиля, призёр чемпионатов Европы, обладатель Кубка мира, участник Олимпийских игр.

## Карьера
Аскеров квалифицировался в составе сборной Азербайджана в весовой категории до 66 кг на летних Олимпийских играх 2004 года в Афинах, заняв второе место после Жирайра Ованнисяна из Армении на втором олимпийском квалификационном турнире в болгарской Софии. Он был помещен методом случайной жеребьевки в предварительный пул из трёх спротсменов, в его группе были Джэмилл Келли из США и молдаванин Руслан Бодиштяну. Аскеров в первой схватке превзошёл своего первого соперника Бодиштяну (7:3), а во второй с небольшим перевесом проиграл Келли (2:3), набрав девять технических очков, заняв только второе место в группе, и двенадцатое место в общей итоговой таблице. 
В сентябре 2006 года на чемпионате мира в китайском Гуанчжоу получил травму и был прооперирован в декабре 2006 года в Баку. 
В феврале 2006 года принимал участие на международном турнире в Киеве. В июне 2007 года занял 3 место на Гран-При в Лейпциге. 
В сентябре 2007 года уступив в спарринг-схватках Рамазану Абдурахманову не поехал на чемпионат мира. В марте 2008 года стал вторым на турнире на призы трехкратного олимпийского чемпиона Александра Медведя в Минске. После чего завершил карьеру и являлся тренером федерации борьбы Азербайджана.

## Достижения
- Чемпионат Европы по борьбе среди юниоров 1993 — 7;
- Чемпионат мира по борьбе среди молодёжи 1995 — 5;
- Чемпионат мира по борьбе среди студентов 1996 — ;
- Чемпионат мира по борьбе 1998 — 11;
- Чемпионат Европы по борьбе 1999 — 5;
- Чемпионат мира по борьбе 1999 — 10;
- Чемпионат Европы по борьбе 2000 — 8;
- Чемпионат Европы по борьбе 2001 — 8;
- Чемпионат мира по борьбе 2001 — 5;
- Чемпионат Европы по борьбе 2002 — ;
- Чемпионат мира по борьбе 2002 — 13;
- Чемпионат мира по борьбе 2003 — 23;
- Кубок мира по борьбе 2004 (команда) — ;
- Олимпийские игры 2004 — 12;
- Чемпионат Европы по борьбе 2005 — ;
- Чемпионат мира по борьбе 2005 — 31;
- Чемпионат мира по борьбе 2006 — 7;